# دايتون (مين)
دايتون (بالإنجليزية: Dayton, Maine)‏ هي بلدة نيو إنجلاند تقع في الولايات المتحدة في York County. يقدر عدد سكانها بـ 1,965 نسمة ومساحتها 47.66 كم2 وترتفع عن سطح البحر 67 متر.

## التركيبة السكانية
قام مكتب تعداد الولايات المتحدة بتحديد بيانات التركيبة السكانية لدايتون في تعداد الولايات المتحدة. في ما يلي، التركيبة السكانية حسب تعدادي 2000 و2010.

### تعداد عام 2000
بلغ عدد سكان دايتون 1,805 نسمة بحسب تعداد عام 2000، وبلغ عدد الأسر 638 أسرة وعدد العائلات 509 عائلة مقيمة في البلدة. في حين سجلت الكثافة السكانية 100.9 نسمة لكل ميل مربع (39.0/كم2). وبلغ عدد الوحدات السكنية 663 وحدة بمتوسط كثافة قدره 37.1 نسمة لكل ميل مربع (14.3/كم2).
وتوزع التركيب العرقي للبلدة بنسبة 98.50% من البيض و 0.17% من الأمريكيين الأصليين و 0.28% من الأمريكيين ذوي الأصول الآسيوية و 0.83% من عرقين مختلطين أو أكثر.
بلغ عدد الأسر 638 أسرة كانت نسبة 44.4% منها لديها أطفال تحت سن الثامنة عشر تعيش معهم، وبلغت نسبة الأزواج القاطنين مع بعضهم البعض 69.6% من أصل المجموع الكلي للأسر، ونسبة 6.1% من الأسر كان لديها معيلات من الإناث دون وجود شريك، وكانت نسبة 20.1% من غير العائلات. تألفت نسبة 14.7% من أصل جميع الأسر من أفراد ونسبة 5.2% كانوا يعيش معهم شخص وحيد يبلغ من العمر 65 عاماً فما فوق. وبلغ متوسط حجم الأسرة المعيشية 3.13، أما متوسط حجم العائلات فبلغ 2.83.
بلغ العمر الوسطي للسكان 35 عاماً. وكانت نسبة 29.5% من القاطنين تحت سن الثامنة عشر، وكانت نسبة 4.1% بين الثامنة عشر والأربعة وعشرون عاماً، ونسبة 37.1% كانت واقعةً في الفئة العمرية ما بين الخامسة والعشرون حتى والأربعة وأربعون عاماً، ونسبة 21.4% كانت ما بين الخامسة والأربعون حتى الرابعة والستون، ونسبة 7.8% كانت ضمن فئة الخامسة والستون عاماً فما فوق. يوجد لكل 100 أنثى 104.6 ذكر، ويوجد لكل 100 أنثى في الثامنة عشر من عمرها فما فوق 95.1 ذكر.
بلغ متوسط دخل الأسرة في البلدة 53,056 دولار، أما متوسط دخل العائلة فبلغ 57,692 دولار. وكان متوسط دخل الذكور 38,150 دولار مقابل 25,956 دولار للإناث. وسجل دخل الفرد الخاص بالبلدة 20,629 دولار. وكانت نسبة 2.9% من العائلات ونسبة 3.5% من السكان تحت خط الفقر، وكان من هؤلاء نسبة 4.5% تحت سن الثامنة عشر ونسبة 8.1% في الخامسة والستين من العمر وما فوق.

### تعداد عام 2010
بلغ عدد سكان دايتون 1,965 نسمة بحسب تعداد عام 2010، وبلغ عدد الأسر 712 أسرة وعدد العائلات 547 عائلة مقيمة في البلدة. في حين سجلت الكثافة السكانية 109.8 نسمة لكل ميل مربع (42.4/كم2). وبلغ عدد الوحدات السكنية 753 وحدة بمتوسط كثافة قدره 42.1 لكل ميل مربع (16.3/كم2).
وتوزع التركيب العرقي للبلدة بنسبة 97.6% من البيض و 0.5% من الأمريكيين الأصليين و 0.1% من الأمريكيين ذوي الأصول الآسيوية و 0.8% من الأمريكيين الأفارقة و 0.9% من عرقين مختلطين أو أكثر.
بلغ عدد الأسر 712 أسرة كانت نسبة 40.0% منها لديها أطفال تحت سن الثامنة عشر تعيش معهم، وبلغت نسبة الأزواج القاطنين مع بعضهم البعض 64.9% من أصل المجموع الكلي للأسر، ونسبة 9.4% من الأسر كان لديها معيلات من الإناث دون وجود شريك، بينما كانت نسبة 2.5% من الأسر لديها معيلون من الذكور دون وجود شريكة وكانت نسبة 23.2% من غير العائلات. تألفت نسبة 15.9% من أصل جميع الأسر من أفراد ونسبة 4.6% كانوا يعيش معهم شخص وحيد يبلغ من العمر 65 عاماً فما فوق. وبلغ متوسط حجم الأسرة المعيشية 3.11، أما متوسط حجم العائلات فبلغ 2.76.
بلغ العمر الوسطي للسكان 40.5 عاماً. وكانت نسبة 25.7% من القاطنين تحت سن الثامنة عشر، وكانت نسبة 5.5% بين الثامنة عشر والأربعة وعشرون عاماً، ونسبة 27.7% كانت واقعةً في الفئة العمرية ما بين الخامسة والعشرون حتى والأربعة وأربعون عاماً، ونسبة 31.8% كانت ما بين الخامسة والأربعون حتى الرابعة والستون، ونسبة 9.3% كانت ضمن فئة الخامسة والستون عاماً فما فوق. وتوزع التركيب الجنسي للسكان بنسبة 51.6% ذكور و48.4% إناث.